# Turmhügel Römersbühl
Der Turmhügel Römersbühl ist eine abgegangen mittelalterliche Turmhügelburg (Motte) in der Wüstung Römersbühl, einem früheren Gemeindeteil der oberpfälzischen Stadt Eschenbach in der Oberpfalz im Landkreis Neustadt an der Waldnaab und heute im Truppenübungsplatz Grafenwöhr. Die Anlage wird als Bodendenkmal unter der Aktennummer D-3-6237-0025 als „mittelalterlicher Turmhügel“ geführt.

## Beschreibung
Der Turmhügel liegt inmitten der heutigen Wüstung Römersbühl etwa 600 m südlich von Netzaberg. Im Norden wird er vom Thumbach, einem rechten Zufluss zur Creußen, umflossen. Der Turmhügel ist etwa 3 m höher als die Umgebung. Obertägig ist heute nichts mehr erhalten.